# Särslöv och Djurslöv
Särslöv och Djurslöv är en av SCB avgränsad och namnsatt småort i Staffanstorps kommun. Den omfattar bebyggelse i Djurslöv och Särslöv. Orten ligger drygt 1,3 km väster om tätorten Staffanstorps sydvästra hörn och ca 4 km vägavstånd från Staffanstorps centrum.

## Särslöv
Särslöv, som är den södra delen av orten, är kyrkbyn i Särslövs socken med Sege å i norr. I Särslöv finns Särslövs kyrka. 

## Djurslöv
Norr om Sege å och Särslöv ligger Djurslöv. Denna by ligger inom Tottarps socken. Fram till början av 1800-talet låg Djurslövs by omkring 600 meter norr om den nuvarande orten. Till följd av enskiftet kom de flesta gårdarna flyttas ut till nya skilda lägen i odlingslandskapet, kvar på den gamla byplatsen blev fyra gårdar kvar. Djurslövs nuvarande bebyggelse har till stor del vuxit fram som ett stationssamhälle utmed Malmö-Simrishamns järnväg, vilken går alldeles norr om orten. Järnvägsstationen är numera nedlagd.